# In Wahrheit: Still ruht der See
Still ruht der See ist ein deutscher Kriminalfilm aus dem Jahr 2019 von Regisseur Miguel Alexandre, der auch mit am Drehbuch schrieb und die Kamera führte. Es handelt sich um die dritte Folge der ZDF-Filmreihe In Wahrheit mit Christina Hecke in der Rolle der Hauptermittlerin Judith Mohn.
Die Erstausstrahlung des Films im deutschen Fernsehen erfolgte am 19. April 2019 im Programm von arte, nachdem der Film im Internet bereits einen Tag eher abzurufen war. Die Ausstrahlung im Abendprogramm des ZDF erfolgte erst ein Jahr später am 4. April 2020.

## Handlung

### Hauptgeschichte
Kriminalkommissarin Judith Mohn hat eigentlich einen Tag frei, doch die Vermisstenmeldung eines 16-jährigen Jungen lässt sie ihre Angeltour abbrechen. Die Befürchtungen der Mutter Kathrin Brandmann bewahrheiten sich, und der Junge wird tot im See gefunden. Mohn stößt bei ihren Ermittlungen als erstes auf die Freundesgruppe des Jungen, die sich nur sehr zurückhaltend über Marlon und das Verhältnis zu ihm äußert. Einzig Lukas ist gesprächig und zeigt sich sichtlich betroffen vom Tod seines Freundes. Nach seinen Angaben hatte sich Marlon zuletzt mit Sharif Masmoudi getroffen. Judith Mohn und ihr Kollege Freddy Breyer überprüfen dies, und nachdem sie herausgefunden haben, dass Masmoudi mit Kopien von modernen Turnschuhen handelt, vermuten sie hier das Mordmotiv. Doch der Verdächtige hat ein Alibi. So konzentrieren sich die Ermittlungen auf die Freundesgruppe, bei der Marlon ein Außenseiter war. Angeführt wird die Gruppe von Florian Berger, der sich von allen nur ‚Number Six‘ nennen lässt. Judith Mohn findet auch bald heraus warum. In der Gruppe gab es eine Art Wettbewerb, wer von den Jungen die meisten Mädchen „flachlegt“. Marlon hatte dabei nicht mitgemacht und sich sogar für die Mädchen eingesetzt. So wie es sich darstellt, hatte Florian Berger sein sechstes Mädchen nicht freiwillig erobert, sondern sie vor den Augen aller Gruppenmitglieder vergewaltigt. Einzig Marlon hatte sich dagegen aufgelehnt, weshalb er von allen Verräter genannt wurde. Berger betitelt ihn sogar als „schwul“ und gibt das als Grund dafür an, weshalb Marlon der Außenseiter war. Mohn greift diesen Hinweis auf und verdächtigt zunächst Marlons Vater, mit der sexuellen Orientierung seines Sohnes nicht klargekommen zu sein. Da Karl Brandmann aber Marlons Freund Lukas beschuldigt, seinen Sohn verführt zu haben, und er selbst für die Tatzeit ein Alibi besitzt, will Mohn mit Lukas sprechen. Sie findet ihn am See, wo Marlon gestorben ist. Lukas wirkt auf sie sehr verzweifelt. Er gibt ihr gegenüber an, dass Marlon ihm gesagt habe, dass er in ihn verliebt sei. Deshalb hätten sie sich gestritten, und Marlon sei mit dem Kopf auf einen Stein gefallen. Da er sich nicht mehr bewegt habe, habe er ihn ins Wasser gestoßen. Mohn nimmt Lukas mit aufs Präsidium, damit er seine Aussage dort wiederholen kann. Auch Nesrin findet nun den Mut, die Vergewaltigung anzuzeigen.

### Nebenhandlung
Die Kommissarin Judith Mohn ist in der ehemaligen Bergarbeitersiedlung, nahe der französischen Grenze, in der das Opfer wohnte, aufgewachsen und besucht nach 20 Jahren zum ersten Mal ihre Mutter wieder. Ihre Begegnung ist wenig herzlich. Mohn wirft ihrer Mutter vor, dass sie ihr Studium verhindert hatte, damit sie im Ort und bei ihr bleiben sollte. Ohne Studium musste sich Mohn mühsam durch den gehobenen Dienst kämpfen, was sie aber geschafft hat. 

## Dreharbeiten
Die Dreharbeiten unter dem Arbeitstitel Stille Wasser sind tief erfolgten vom 7. August bis zum 5. September 2018 in Saarbrücken und Umgebung.

## Rezeption

### Einschaltquote
Die Erstausstrahlung im ZDF von Still ruht der See am 4. April 2020 wurde in Deutschland von 7,14 Millionen Zuschauern gesehen und erreichte einen überdurchschnittlichen Marktanteil von 19,9 Prozent. Damit steigerte sich das Zuschauerinteresse im Vergleich zum zweiten Teil Jette ist tot um etwa die Hälfte.

### Kritik
Harald Keller beurteilte diese Episode bei tittelbach.tv positiv und meinte: „Beim dritten Film der Reihe […] zeichnen, wie schon beim Pilotfilm […], Harald Göckeritz und Miguel Alexandre für das Drehbuch verantwortlich, Alexandre zudem für Bildgestaltung und Inszenierung. In diesem Fall ein glückliches Zusammenspiel. In fein ziselierten Bildern und durchdachten Szenen wird eine Siedlungsgemeinschaft erfasst, deren Angehörige den Anschluss verloren haben oder dies zumindest so empfinden. Da die Bilder schon für sich so viel erzählen, können die Dialoge knapp und ungekünstelt und damit lebensnah gestaltet werden.“
Bei Quotenmeter.de stellte Julian Miller fest: Das Drehbuch enthalte „nur Klischees“, denn „die Selbstreflexion von Mohns Mutter reicht über schwurbelige Kalendersprüche (‚eine einfache Frau, die immer nur Pech im Leben hatte‘) nicht hinaus, und zeigt dabei doch ein größeres Maß an Introspektion, als es der Dramaturgie eigentlich gut täte.“ „Der Film könnte nun der Überbetonung von (örtlicher) Prägung nachspüren, den Gegensätzen aus Identität und persönlicher Emanzipation, den wechselseitigen sozialen Kränkungen zwischen unterschiedlichen sozialen Milieus in ein und derselben Familie. Doch daran hat ,In Wahrheit‘ nur begrenztes Interesse. Es wäre auch nicht plakativ genug.“
Tilmann P. Gangloff wertete für evangelisch.de und schrieb: „Selten ist ein Krimi derart unaufgeregt erzählt worden wie der dritte Film mit Christina Hecke als Kommissarin der Kriminalpolizei Saarlouis. Der besondere Reiz der Geschichte liegt in der Konfrontation Judith Mohns mit ihren Wurzeln.“ „Der Film lebt vor allem von den vielen Ebenen der Geschichte, in der es nicht nur um eine vermeintliche Erpressung und tatsächliche Homosexualität geht, sondern auch um eine pubertäre Wette sowie die Frage, wann aus Sex Vergewaltigung wird. Kein Wunder, dass ‚Still ruht der See‘ vor allem über die Figuren funktioniert.“
Die Redaktion von TV Spielfilm beurteilte den Krimi mittelmäßig („Daumen gerade“) und meinte: „Die Figur Mohn, angelegt zwischen Coolness und mühsamer beherrschter Ungeduld, ist nicht uninteressant. Der Rückgriff auf ihre schmerzliche Biografie aber wirkt aufgesetzt, der Fall wenig brisant.“ Fazit: „Gute Milieustudie, aber zu wenig Krimi.“